# Gwen Lee
Pour les articles homonymes, voir Lee.
Gwen Lee est une actrice américaine née Gwendolyn Lepinski à Hastings, Nebraska, le 12 novembre 1904; décédée à Reno, Nevada, le 20 août 1961.

## Filmographie partielle
- 1925 : Quand on a vingt ans (The Plastic Age) de Wesley Ruggles
- 1926 : The Lone Wolf Returns de Ralph Ince
- 1927 : Le Bateau ivre (Twelve Miles Out) de Jack Conway
- 1927 : L'Homme de la nuit (After Midnight) de Monta Bell
- 1927 : Women Love Diamonds d'Edmund Goulding
- 1927 : Oh! Marquise (Her Wild Oat) de Marshall Neilan
- 1927 : Adam and Evil de Robert Z. Leonard
- 1927 : Orchids and Ermine d'Alfred Santell
- 1928 : Ris donc, Paillasse ! (Laugh, Clown, Laugh) de Herbert Brenon
- 1928 : Au fil de la vie (A Lady of Chance) de Robert Z. Leonard
- 1928 : The Actress de Sidney Franklin
- 1929 : Indomptée (Untamed) de Jack Conway
- 1929 : Chimères (Fast Company) de A. Edward Sutherland
- 1930 : Il faut payer (Paid) de Sam Wood
- 1930 : Cœurs impatients (Our Blushing Brides) de Harry Beaumont
- 1930 : Chasing Rainbows de Charles Reisner
- 1930 : Pension de famille (Caught Short) de Charles Reisner
- 1931 : West of Broadway de Harry Beaumont
- 1933 : Moi et le Baron (Meet the Baron) de Walter Lang
- 1934 : City Park de Richard Thorpe
- 1937 : My Dear Miss Aldrich de George B. Seitz